# 129. vestlige længdekreds
Den 129. vestlige længdekreds (eller 129 grader vestlig længde) er en længdekreds, der ligger 129 grader vest for nulmeridianen. Den løber gennem Ishavet, Nordamerika, Stillehavet, det Sydlige Ishav og Antarktis.